# تشة ريز (بهمئي غرمسيري الشمالي)
تشة ریز (بالفارسية: چه‌ریز) هي قرية تقع في إيران في قسم بهمئي غرمسیري الشمالي الريفي. يقدر عدد سكانها بـ 0 نسمة بحسب إحصاء 2016.